# Medardo Vitier
Medardo Vitier Guanche (Villa Clara, 8 de junio de 1886-Las Villas, 18 de marzo de 1960) fue un pedagogo y político cubano.

## Biografía
Nace en la provincia de Villa Clara el día 8 de junio de 1886. En 1904 se gradúa de maestro en la enseñanza primaria, por su obra Martí, su obra política y literaria y por su estudio sobre José de la Luz y Caballero fue premiado por el colegio de abogados en el año 1911. 
La personalidad de Medardo Vitier destaca sus merecimientos por su proyección ensayística y su contenido didáctico. Como fórmula general podríamos dividir su producción en tres temas principales: la preocupación hacia la vida intelectual cubana del siglo XIX, especialmente sobre la figura de Enrique José Varona; segundo, su atención a las letras hispanoamericanos, con preferencia hacia su novelística y su ensayo y, por último, su interés por temas filosóficos relacionados con la vida humana, su formación ética y sus índices de conducta.
Los estudios que contienen sus volúmenes titulados "Apuntaciones literarias" (1935) y "Estudios, notas, efigies cubanas"(1944)
reúnen sus reflexiones sobre personalidades cubanas del pasado siglo y del actual: análisis muy agudos sobre los géneros y temas literarios y apuntes de honda perspicacia sobre los estudios filosóficos en Cuba y en torno a las doctrinas contemporáneas sobre el ser humano.
De estos ensayos han surgido algunas obras que constituyen los pilares de esta personalidad relevante en la cultura cubana contemporánea. Su libro sobre "Las ideas en Cuba" mereció el Premio Nacional de Literatura en 1937 y es considerado como el examen de más fundamentales virtudes que se haya realizado sobre la evolución de nuestro pensamiento político, filosófico y literario. Colateral a este es el tomo "La filosofía en Cuba" (México 1948) donde la ponderada visión que ofrece de nuestros pensadores constituye el testimonio más idóneo de la calidad y continuidad de los estudios filosóficos en nuestro país. Al mismo tiempo sus interpretaciones y estudios del género ensayístico fueron gérmenes de un libro, "Del ensayo americano" (México, 1935) donde aparecen aguzados glosas de las obras de los más eminentes ensayistas del continente.
Preferencia destacada en toda su faena es el análisis de la figura impar de Enrique José Varona. De 1924 es el primer estudio que publica sobre el pensador cubano. Después ha ido perfilando sus meditaciones, ampliando el panorama analizado, profundizando en el andamiaje intelectual de aquel "maestro de juventud". Entre esos aportes a la exegesis varoniana seleccionemos su obra "Varona" de 1937, y su folleto, "La laccion de Varona", de 1945. Su indagación de las varias facetas del pensador y del escritor camagueyano, realizada con una acuciosidad y un esmero admirable, transparente, a pesar de la ponderación con que realiza su labor, el fervor que siente por aquel eximio patriota.
Toda esta amplia faena intelectual que abarca otros títulos, tales como su examen de las ideas de José Ortega y Gasset, su ensayo "La ruta del sembrador" o su estudio sobre Martí con motivo del centenario del natalicio del prócer, ofrece al lector un particular estilo. El estilo de Vitier escila entre las dos apenencias de su actividad literaria: el aporte didáctico y el vuelo ensayístico. El rigor de lo pedagógico frena la soltura propia del ensayo. Esa prosa sobria, enjuta, casi desnuda, es un exponente más de la absoluta ponderación de Medardo Vitier. Sopesa, mide, aquilata los conceptos, y la expresión se ajusta estrictamente a su pensamiento. La clausura breve, como si fuera un ademan recogido y discreto, constituye lo más característico del estilo literario de Medardo Vitier.
En 1916 funda el colegio Froebel en Matanzas, una vez graduado como doctor en Pedagogía colabora desde 1919 en El Fígaro, la Revista Avance y Cuba Contemporánea. Se adhiere al manifiesto de los estudiantes de la Universidad de La Habana contra la prórroga de poderes durante la dictadura de Gerardo Machado. 
A la caída del régimen fue nombrado Secretario de Educación y superintendente general de la segunda enseñanza. La dirección de cultura del Ministerio de Educación premia su libro Las Ideas de Cuba en 1937. Gana el premio Justo de Lara. Obtiene el título de doctor honoris causa en Filosofía de La Universidad Central de Las Villas. Muere el día 18 de marzo de 1960.